# أنجو غوش
أنجو غوش (بالهندية: अंजू घोष؛ بالإنجليزية: Anju Ghosh) هي ممثلة هندية، ولدت في 1956 في الوحدة الفرعية لبهانجا في بنغلاديش.